# Cirolana sinu
Cirolana (Anopsilana) sinu là một loài chân đều trong họ Cirolanidae. Loài này được Kensley & Schotte miêu tả khoa học năm 1994.